# Хуан де Серральонга
Хосе Хуан Луке де Серральонга (ісп. Jose Juan Luque de Serrallonga, 31 травня 1882, Жирона, Іспанія — 18 липня 1967, Мехіко, Мексика) — іспанський футболіст, що грав на позиції воротаря. По завершенні ігрової кар'єри — тренер.
Майже всю свою кар'єру гравця провів в одній команді - «Кадіс».
Чемпіон Мексики (як тренер). 

## Ігрова кар'єра
У дорослому футболі дебютував виступами за команду «Кадіс», в якій провів чотири сезона. 
Своєю грою за цю команду привернув увагу представників тренерського штабу клубу «Севілья», до складу якого приєднався 1915 року, але закріпитися в ній не зміг.
Наступного року повернувся до «Кадісу», за який відіграв ще 7 сезонів.  Завершив професійну кар'єру футболіста виступами за команду «Кадіс» у 1923 році.

## Кар'єра тренера
У липні 1928 року Серральонга емігрував в Мексику де розпочав тренерську кар'єру. 1930 року повернувся до футболу після тривалої перерви і очолив збірну Мексики, яку привіз на ЧС-1930 до Уругваю. Мексиканці зазнали поразки в матчах зі збірною Франції (1:4), з Чилі (0:3) і Аргентиною (3:6). Після турніру Серральонга залишив мексиканську збірну.
Останнім місцем тренерської роботи був клуб «Веракрус», головним тренером команди якого був у сезоні 1949—1950. Хуан де Серральонга привів Веракрус до звання чемпіона Мексики.
Помер 18 липня 1967 року на 86-му році життя у Мехіко.

## Титули і досягнення

### Як тренера
- Чемпіон Мексики (1):

«Веракрус»: 1949-1950